# صاریغ‌های راه‌راه
صاریغ‌های راه‌راه یا تریوک‌ها (نام علمی: Dactylopsila) سرده‌ای از کیسه‌داران عضو تیره بادپرکیسه‌داران هستند که بومی پاپوآ گینه نو، پاپوآی غربی، اندونزی، و شمال شرقی استرالیا هستند. آن‌ها در جنگل‌های باران‌خیز زندگی می‌کنند و نیز درخت‌پیما و شب‌زی هستند.
این سرده شامل گونه‌های زیر می‌شود:
- صاریغ راه‌راه دم‌بزرگ، Dactylopsila megalura
- صاریغ راه‌راه انگشت‌دراز، Dactylopsila palpator
- صاریغ راه‌راه تیت، Dactylopsila tatei
- صاریغ راه‌راه، Dactylopsila trivirgata